# L'isola (Huxley)
L'isola (in inglese Island) è uno dei più famosi ed apprezzati romanzi di Aldous Huxley. Fu pubblicato nel 1962 e si iscrive nel filone delle utopie.

## Trama
Racconta la storia del giornalista Will Farnaby che si reca nell'Estremo Oriente per conto di un magnate della stampa e del petrolio. Un naufragio lo porta sull'isola di Pala, un luogo sconosciuto e mai precedentemente descritto. Qui viene a contatto con una popolazione dal carattere gentile e sereno che è riuscita a coniugare la scienza con l'arte. Pur ammirando la società dove si è improvvisamente trovato, Farnaby si trova coinvolto in un tentativo di impossessarsi del petrolio.

## Temi
Importante è il finale dove avviene l'evoluzione psicologica del protagonista in seguito all'assunzione della "medicina moksha" (uno psichedelico che gli abitanti di Pala hanno imparato ad estrarre da un fungo, dagli effetti simili alla mescalina).  
L'opera è famosa in particolare perché l'autore l'ha scritta durante i suoi esperimenti con la mescalina.
L'opera è ricca di cultura e avvicina questa descrizione di utopia ad un ramo della religione Buddista, quella Mahayana. Questa, pur essendo più recente e descritta in modo molto "pratico", ci fa capire come l'uomo e i suoi intenti non si conciliano con la perfezione.

## Edizioni
- Aldous Huxley, L'isola, traduzione di Bruno Oddera, collana Medusa, Arnoldo Mondadori Editore, 1963,  p. 400.